# Zletovska Reka
Zletovska Reka (makedonska: Злетовска Река) är ett vattendrag i Nordmakedonien. Det ligger i den centrala delen av landet, 70 kilometer öster om huvudstaden Skopje.
Trakten runt Zletovska Reka består till största delen av jordbruksmark. Runt Zletovska Reka är det ganska glesbefolkat, med 42 invånare per kvadratkilometer.